# MHPArena
Cet article concerne la MHPArena situé à Stuttgart. Pour la salle sportive polyvalente située à Ludwigsburg, voir Arena Ludwigsburg.
Pour la salle sportive polyvalente située à Berlin, voir Mercedes-Benz Arena (Berlin). Pour celle à Shanghai en Chine, voir Mercedes-Benz Arena (Shanghai).
 (juillet 2024).
Si vous disposez d'ouvrages ou d'articles de référence ou si vous connaissez des sites web de qualité traitant du thème abordé ici, merci de compléter l'article en donnant les références utiles à sa vérifiabilité et en les liant à la section « Notes et références ».
La MHPArena (auparavant Adolf-Hitler-Kampfbahn, Century Stadium/Kampfbahn, Neckarstadion, Gottlieb-Daimler-Stadion et Mercedes-Benz Arena) est un stade situé à Stuttgart dans le Land de Bade-Wurtemberg en Allemagne. Se trouvant aux abords de la rivière Neckar, il fait partie du Neckarpark.
Traditionnellement, c'est le domicile de l'équipe de football du VfB Stuttgart. Mais le stade a aussi accueilli des matchs internationaux de la sélection allemande et de nombreuses compétitions. La MHPArena a une capacité globale de 60 058 places (52 000 assises, 8 000 debout). Pour certains événements, il peut accueillir 54 906 spectateurs tous assis.

## Histoire
Anciennement connu sous le nom de Adolf-Hitler-Kampfbahn, le stade a été construit en 1933 par l'architecte allemand Paul Bonatz et subi plusieurs agrandissements entre 1949 et 1951 puis entre 1955 et 1956. Il est rebaptisé Century Stadium en 1945, puis Neckarstadion en 1949 (du nom de la rivière qui traverse la ville).
Le bâtiment a été rénové entre 1971 et 1973, en préparation à la Coupe du monde de football de 1974, par les architectes Siegel, Wonneberg & Partner. La tribune principale fut complètement reconstruite et un tableau d'affichage alphanumérique fut installé. En 1986, ce dernier fut remplacé par le premier tableau vidéo couleur "full-matrix" d'Allemagne, à temps pour les Championnats d'Europe d'athlétisme 1986. Plus tard, en 1990, le terrain a été transformé et une pelouse chauffante fut installée.
Devenu Gottlieb-Daimler-Stadion en 1993, l'édifice a de nouveau été modernisé en vue des Championnats du monde d'athlétisme 1993 sur la base des plans établis par le comité Planungsgemeinschaft Neckarstadion. Cela a marqué le début d'une nouvelle ère pour le stade lorsque le cabinet Schlaich, Bergermann & Partner conçu une structure d'acier en treillis avec des membranes synthétiques pour créer un toit. Cette dernière phase de réaménagement a également vu le lifting de la tribune principale, l'ajout de sièges dans les sections debout et de nouveaux éclairages.
Une deuxième série de travaux de modernisation fut achevée en juillet 2001, avec le comité Planungsgemeinschaft Gottlieb-Daimler-Stadion (Weidleplan et Arat, Siegel & Partner) responsable de la planification. Les bancs firent place aux sièges individuels, un second niveau fut ajouté à la tribune principale ainsi qu'un espace VIP. Cet espace comprend 44 suites de luxe et 1500 sièges de club, ainsi que des restaurants et des salles de conférence. Un autre espace VIP a été construit à l'extérieur de la tribune principale, ainsi que des bureaux et une entrée centrale. Ces zones sont liés à un parking de 885 places par une passerelle.
La troisième phase de rénovation, qui a commencé en janvier 2004 et s'est achevée à la fin de 2005, a vu la mise au norme du stade pour la Coupe du monde de football de 2006 avec des transformations sur la tribune EnBW (construction d'un deuxième niveau), la modernisation du système de sonorisation, remplacement du système de surveillance vidéo, l'installation de nouveaux écrans géants (avec 115 m² chacun, les deux tableaux sont les plus grands en Europe) et d'autres. Le stade est rouvert le 15 janvier 2006 et le coût des rénovations s'éleva à €51 millions d'euros.
Le 30 juillet 2008, le Gottlieb-Daimler-Stadion devient la Mercedes-Benz Arena.
À partir de 2008, la structure sera réaménagée et sera exclusivement consacrée au football avec une capacité de 60 100 places. Il est prévu de construire des tribunes supplémentaires d'ici l'été 2011 et d'étendre la surface du toit pour couvrir les nouvelles rangées de sièges. En attendant la fin des travaux, le stade peut accueillir 41 000 spectateurs.
Le 1er juillet 2023, la Mercedes-Benz Arena devient la MHPArena.

## Tribunes
Le stade est divisé en quatre sections :
- Haupttribüne (tribune principale), adjacent à Mercedesstraße, sièges VIP et presse.
- EnBW-Tribüne (anciennement Gegentribüne, tribune EnBW).
- Cannstatter Kurve (virage Cannstatt), à gauche de la tribune principale, occupé par les plus fervents supporters du VfB Stuttgart, et un des deux écrans géants vidéo.
- Untertürkheimer Kurve (virage Untertürkheim), à droite de la tribune principale, occupé par les supporters visiteurs et le second tableau d'affichage vidéo.

## Toit
Le stade de Stuttgart dispose d'un toit unique en son genre, ce qui le rend facilement reconnaissable. Du PVC recouvert de fibres en polyester avec une translucidité de près de 8 % et un revêtement de fluor ont été utilisés dans la construction de la membrane. Le tissu du toit est suffisamment solide pour résister à une charge de 1 000 kg par décimètre carré. Il est suspendu par un cadre en acier dominant l'ensemble du stade et pesant environ 2 700 tonnes métriques.

## Événements
- Finale de la Coupe des clubs champions européens, 3 juin 1959
- Coupe d'Europe des nations d'athlétisme 1965 (épreuves masculine), 11 et 12 septembre 1965
- Coupe du monde de football de 1974
- Championnats d'Europe d'athlétisme 1986, 29 août-3 septembre 1986
- Finale de la Coupe des clubs champions européens, 25 mai 1988
- Championnat d'Europe de football 1988
- Championnats du monde d'athlétisme 1993, 13 au 21 août 1993
- Eurobowl, 1994 à 1997
- Coupe du monde de football de 2006
- Finale mondiale de l'athlétisme, 2006 à 2008
- Championnat d'Europe de football 2024

### Coupe du monde de football 1974
Le Neckarstadion a accueilli des rencontres de la Coupe du monde 1974.
| Date         | Heure (HNEC) | Équipe 1  | Score | Équipe 2  | Tour               | Spectateurs |
| ------------ | ------------ | --------- | ----- | --------- | ------------------ | ----------- |
| 15 juin 1974 | 18 h         | Pologne   | 3 - 2 | Argentine | 1er tour, Groupe D | 31 500      |
| 19 juin 1974 | 19 h 30      | Argentine | 1 - 1 | Italie    | 1er tour, Groupe D | 68 900      |
| 23 juin 1974 | 16 h         | Pologne   | 2 - 1 | Italie    | 1er tour, Groupe D | 68 900      |
| 26 juin 1974 | 19 h 30      | Suède     | 0 - 1 | Pologne   | 2d tour, Groupe 2  | 43 755      |

### Championnat d'Europe de football 1988
Le Neckarstadion a accueilli des rencontres de l'Euro 1988.
| Date         | Heure (HNEC) | Équipe 1         | Score | Équipe 2             | Tour               | Spectateurs |
| ------------ | ------------ | ---------------- | ----- | -------------------- | ------------------ | ----------- |
| 12 juin 1988 | 15 h 30      | Angleterre       | 0 - 1 | République d'Irlande | 1er tour, Groupe B | 51 573      |
| 22 juin 1988 | 20 h 15      | Union soviétique | 2 - 0 | Italie               | Demi-finales       | 61 606      |

### Coupe du monde de football 2006
Le Gottlieb-Daimler-Stadion a accueilli des rencontres de la Coupe du monde 2006.
| Date           | Heure (HNEC) | Équipe 1   | Score | Équipe 2      | Tour                   | Spectateurs |
| -------------- | ------------ | ---------- | ----- | ------------- | ---------------------- | ----------- |
| 13 juin 2006   | 18 h         | France     | 0 - 0 | Suisse        | Groupe G               | 52 000      |
| 16 juin 2006   | 18 h         | Pays-Bas   | 2 - 1 | Côte d'Ivoire | Groupe C               | 52 000      |
| 19 juin 2006   | 21 h         | Espagne    | 3 - 1 | Tunisie       | Groupe H               | 52 000      |
| 22 juin 2006   | 21 h         | Croatie    | 2 - 2 | Australie     | Groupe F               | 52 000      |
| 25 juin 2006   | 17 h         | Angleterre | 1 - 0 | Équateur      | Huitième de finale     | 52 000      |
| 8 juillet 2006 | 21 h         | Allemagne  | 3 - 1 | Portugal      | Match pour la 3e place | 52 000      |

### Championnat d'Europe de football 2024
Cinq matchs de l'Euro 2024 ont lieu à la Stuttgart Arena.
| Date           | Heure (HNEC) | Équipe 1  | Score   | Équipe 2  | Tour            | Spectateurs |
| -------------- | ------------ | --------- | ------- | --------- | --------------- | ----------- |
| 16 juin 2024   | 18 h         | Slovénie  | 1 - 1   | Danemark  | Groupe C        | 54 000      |
| 19 juin 2024   | 18 h         | Allemagne | 2 - 0   | Hongrie   | Groupe A        | 54 000      |
| 23 juin 2024   | 21 h         | Écosse    | 0 - 1   | Hongrie   | Groupe A        | 54 000      |
| 26 juin 2024   | 21 h         | Ukraine   | 0 - 0   | Belgique  | Groupe E        | 54 000      |
| 5 juillet 2024 | 18 h         | Espagne   | 2 - 1ap | Allemagne | Quart de finale | 54 000      |

### Phase finale de la Ligue des Nations 2024-25
Deux matchs de la Phase finale de la Ligue des nations de l'UEFA 2024-2025 ont lieu à la Stuttgart Arena.
| Date        | Heure (HNEC) | Équipe 1  | Score | Équipe 2 | Tour        | Spectateurs |
| ----------- | ------------ | --------- | ----- | -------- | ----------- | ----------- |
| 5 juin 2025 | 21 h         | Espagne   | 5-4   | France   | Demi-finale | 51 724      |
| 8 juin 2025 | 15 h         | Allemagne | 0-2   | France   | 3e place    | 51 313      |

## Galerie

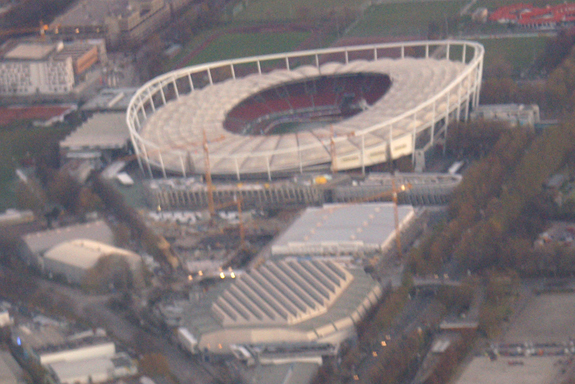
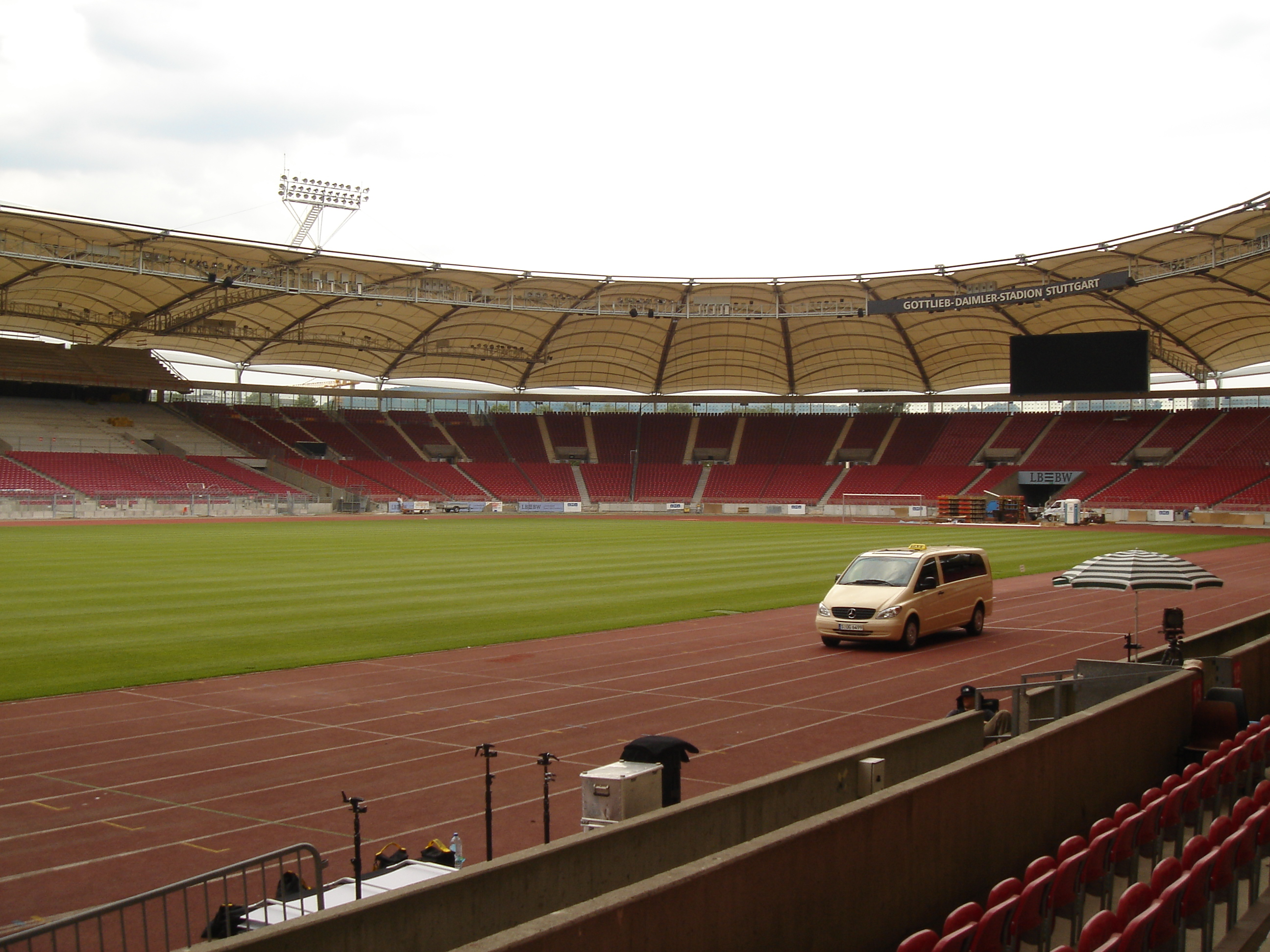
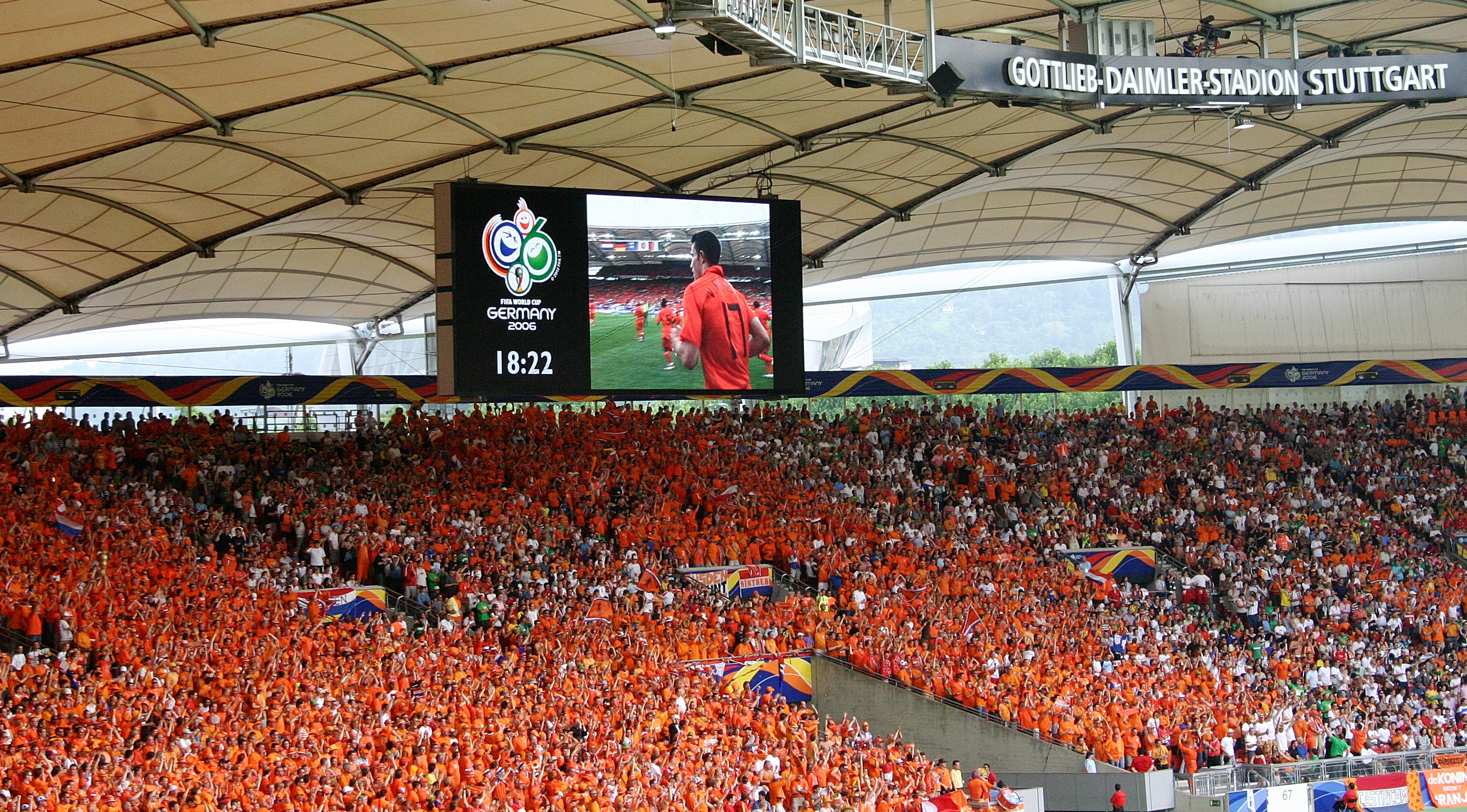
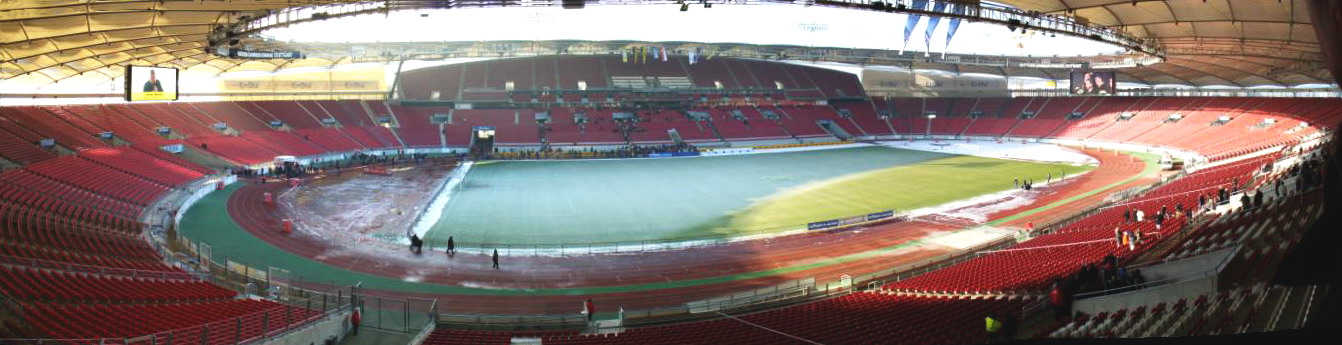